# Anthomyia benguellae
Anthomyia benguellae  (лат.) — вид двукрылых насекомых из семейства мух-цветочниц Anthomyiidae.

## Описание
Встречается от северной Индии на востоке ареала до Омана, Эритреи и Кении на западе, до Зимбабве, Намибии и Южной Африки на юге. Крылья длиной около 5 мм. Голова, усики и ноги тёмные (буровато-чёрные), тело в целом, серовато-чёрное. Длина полуовального брюшка в 1,6-1,7 раза больше его ширины.